# Archibald Geikie
Sir Archibald Geikie (Edimburgo, 1835 – Haslemere, 1924) è stato un geologo scozzese.
Fu direttore del servizio geologico scozzese (1867), insegnante di mineralogia all'università di Edimburgo (1871) e direttore del Servizio geologico del Regno Unito (1882-1902).
È ricordato per diverse ricerche sulla glaciologia e sui terreni della Scozia. Anche suo fratello James Geikie fu un geologo.